# Albert Alexander Cochrane Le Souef
Albert Alexander Cochrane Le Souef (ur. 17 kwietnia 1828 w Sandgate (Anglia) – zm. 7 maja 1902 w Melbourne) – australijski zoolog. W latach 1882 do 1902 był dyrektorem ogrodu zoologicznego w Melbourne. Ojciec Ernesta Alberta Le Souef, Dudley Le Souef i Alberta Sherbourne Le Souef.